# Schlossplatz (Bützow)
Der Schlossplatz (historisch korrekt: Schloßplatz) ist der ursprüngliche Burghof der Niederungsburg in der ehemaligen Bischofsresidenz und Universitätsstadt Bützow im Landkreis Rostock in Mecklenburg.

## Geografische Lage
Der Schlossplatz in seiner runden Form, gestaltet sich je nach Abschnitt unterschiedlich. Der Platz bezeichnet das ehemalige Gebiet der Bischofsburg Bützow. Die Insel wurde gebildet durch den Warnownebenarm und einem Grabensystem, das durch das Wasser der Warnow gespeist wurde. Diese Gräben waren verbunden mit dem Stadtgraben. Der Anfang und das Ende der Straße, waren ursprünglich das ehemalige Haupt- und Stadttor des Burghofes. Die Anliegerstraße verbindet die Straße Vor dem Rühner Tor mit der Schlossstraße. Die durchführende Straße ist in eine Richtung durchfahrbar. Der Fahrbahnbelag variiert zwischen Asphalt und Kopfsteinpflaster.

## Geschichte

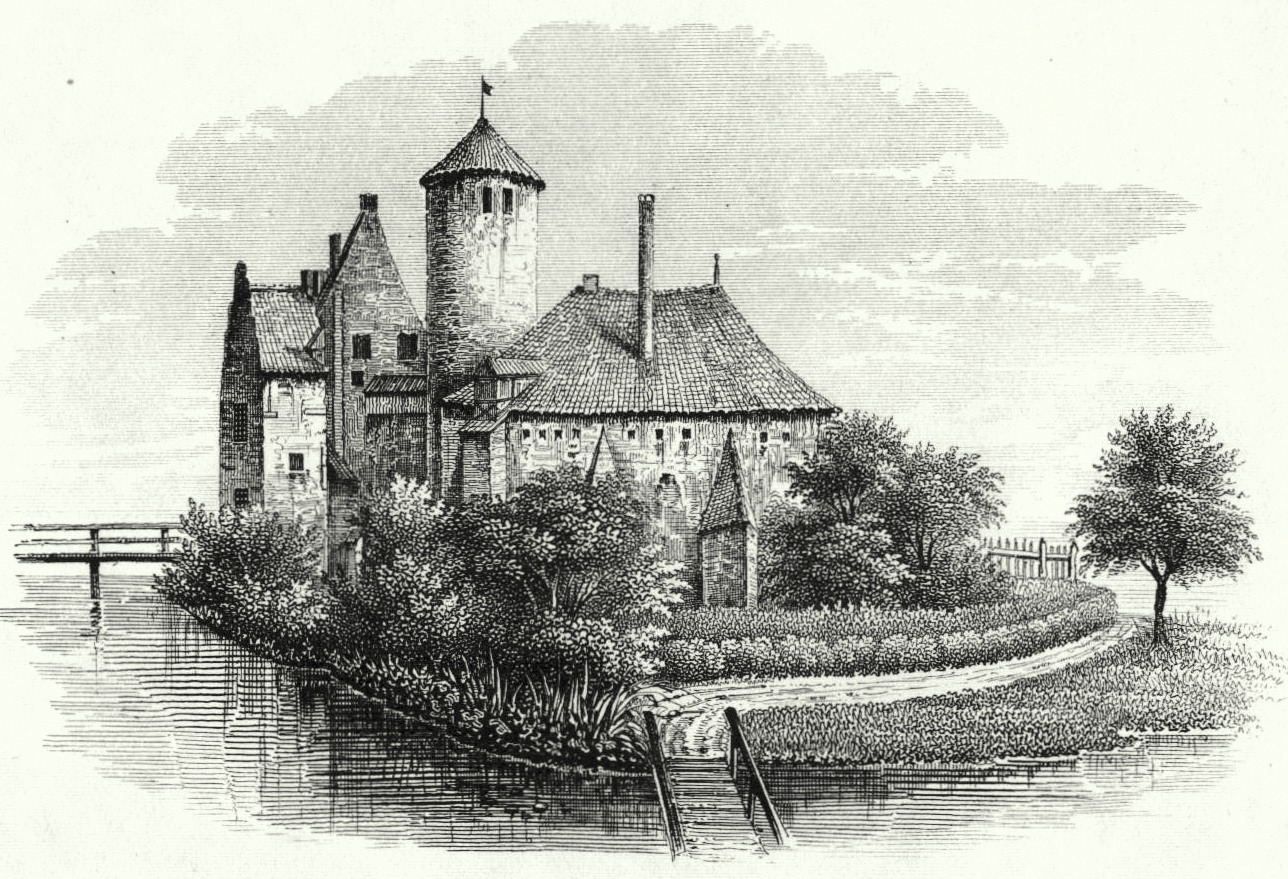
Burganlage um 1760 (Blick von Krummen Haus)

Ab 1180 wurde Bützow bischöfliche Residenz des Bistums Schwerin. Die Bischofsburg ist in der zweiten Hälfte des 13. Jahrhunderts von dem Burgwall (Hopfenwall) an diese Stelle verlegt worden. Mit Bischof Hermann I. von Schladen begann der Bau eines Castrum mit Palas und gotischer Kapelle. Erst unter Bischof Nikolaus I. Böddeker im 15. Jahrhundert entstand eine vollständige Burganlage. In neueren Zeiten, wurden die meisten Gebäude abgebrochen und der Platz erhielt um 1800 eine Verkehrsstraße. Reste der Burganlage wurden im 18. Jahrhundert als Herzogliches Pädagogium, Friedrichs-Universität und Großherzogliches Criminal-Collegium genutzt. Durch das entstandene Untersuchungsgericht und Untersuchungsgefängnis im 19. Jahrhundert änderte sich die Ansicht des Schlossplatz, zudem entstand durch Neubau das Großherzogliche Centralgefängnis, das Großherzoglich Mecklenburgische Amtsgericht und später als Erweiterung zum Centralgefängnis, das Weiberhaus.

## Straßenname im Wandel der Zeit
Die heutige Namensform Schlossplatz erschien 1833 in dem Buch (Versuch einer topographisch-historischen Darstellung der Stadt Bützow) von Wilhelm Ferdinand Rong zum ersten Mal und ist bis heute unverändert geblieben.

## Bebauung
Bis 1908 waren folgende Häuser gebaut und Hausnummern vergeben.
Die Denkmalplakette  kennzeichnet Baudenkmale des Schlossplatzes.
| Haus Nr. ab 1990 | Haus Nr. bis 1990 | Historische Haus- nummer |                                                                                 | Bemerkungen                                                                       | Geschichte |
| ---------------- | ----------------- | ------------------------ | ------------------------------------------------------------------------------- | --------------------------------------------------------------------------------- | --- |
| 1                | 4                 | 434                      |                                                                                 | Schloss                                                                           | ehemals: Burgfreiheit, später: Justizministerium Mecklenburg-Schwerin |
| 2                | 1                 | 429A                     |                                                                                 | Krummes Haus                                                                      | ehemals: Burgfreiheit, später: Herzogliche Gnadenwohnungen des Justizministerium Mecklenburg-Schwerin                                                                                    |
| 3                | 2                 | 434A                     |                                                                                 | Großherzogliches Amtshaus später: Amtsgericht Bützow, später: Kreisgericht Bützow | ehemals: Burgfreiheit, später: Finanzministerium Mecklenburg-Schwerin |
| 7                | 3                 | 434B                     | ehemaliger Bestandteil eines denkmalgeschützten Ensembles aus der Zeit der DDR. | Großherzogliches Beamtenhaus                                                      | ehemals: Burgfreiheit, später: Amtshauptmann F. Prehn, später: Amtshauptmann C. Fensch, später: Verwaltungsgebäude der Bützower NSDAP-Ortsgruppe, später: Schülerinternat der Oberschule |
| auch 3           |                   |                          |                                                                                 | Weiberhaus                                                                        | ehemals: Justizministerium Mecklenburg-Schwerin, später: Volkspolizei Bützow |
| 4                | 5                 | 433                      | Haus existiert nicht mehr. Abgetragen Mitte der 1990er Jahre.                   | Centralgefängnis                                                                  | später: Rat der Stadt Bützow |